# Mekiši kod Vižinade
Mekiši kod Vižinade is een plaats in de gemeente Vižinada in de Kroatische provincie Istrië. De plaats telt 33 inwoners (2001).